# Tanais grimaldii
Tanais grimaldii är en kräftdjursart som beskrevs av Dollfus 1897. Tanais grimaldii ingår i släktet Tanais och familjen Tanaidae. Inga underarter finns listade i Catalogue of Life.